# دان اگن
دان اگن (انگلیسی: Dan Eggen؛ زادهٔ ۱۳ ژانویهٔ ۱۹۷۰) بازیکن سابق و مربی فوتبال اهل نروژ است.
وی در تیم ملی فوتبال نروژ ۲۵ بازی انجام داده است و عضو این تیم در جام جهانی فوتبال ۱۹۹۴ و ۱۹۹۸ بوده است.